# Nikolaevo (Pernik)
Nikolaevo es un pueblo en el oeste de Bulgaria. Se encuentra en el municipio de Radomir, provincia de Pernik .

## Geografía
Nikolaevo se encuentra en las laderas orientales de la parte sur de la montaña montenegrina (cresta Gornostrum), a 3 km de la ciudad de Radomir .

## Historia
Aparece en el sitio de una antigua granja turca.